# Katastrofa górnicza w Szachtinsku
Katastrofa górnicza w Szachtinsku – katastrofa, do której doszło 20 września 2006 roku w kopalni węgla kamiennego im. Włodzimierza Lenina w Szachtinsku, w Kazachstanie. W wyniku wybuchu metanu, śmierć poniosło 41 górników, a 7 zostało rannych. Była to najtragiczniejsza katastrofa górnicza w Kazachstanie, do czasu katastrofy górniczej w Karagandzie z 2023 roku, w której zginęło 46 górników.
Kopalnia im. Włodzimierza Lenina została otwarta w 1964 roku i dostarcza węgiel do oddalonej o 40 kilometrów huty stali w Temirtau - jednej z największych hut na świecie. W 2006 roku kopalnia należała do holenderskiego koncernu Mittal Steel Company. 20 września 2006 roku, w godzinach porannych mechanicy wyłączyli wywietrznik 306 D10-V, w celu przeprowadzenia prac konserwacyjnych. Zatrzymanie wentylatora sprawiło, że metan zaczął się gromadzić w korytarzu położonym na głębokości 620 metrów. O godzinie 8:56 w kopalni doszło do wybuchu nagromadzonego metanu. W momencie eksplozji, w kopalni pracowało 324 górników, z czego 44 górników przebywało w feralnym korytarzu, położonym na głębokości 620 metrów. Ekipy ratownicze wydobyły trzech rannych górników, pozostałych 41 poniosło śmierć. Ranni zostali też czterej górnicy pracujący na innych poziomach.
Kondolencje rodzinom ofiar przekazał prezydent Kazachstanu Nursułtan Nazarbajew.